# Solidago × hybrida
Solidago × hybrida er en hybrid-plante i Gyldenris-slægten. Det er en staude med en opret, riset vækstform. Gyldenris forhandles i mange, nærtstående sorter. De aktive stoffer i hele planten har medicinsk virkning (vanddrivende!).

## Beskrivelse
Stænglerne er stive, næsten træagtige, og ruhårede. Bladene sidder spredt. De er lancetformede og har hel rand (eller svagt takket). Oversiden er ru og friskt grøn, mens undersiden er tæt behåret og lysegrøn. 
De enkelte blomster sidder i små kurve, som er samlet i store, endestillede toppe. Blomsterfarven er gul i forskellige toner. Frøene modner af og til, og i så fald kan planten blive ukrudtsagtig.
Rodnettet består af højtliggende jordstængler, med både trævlerødder og bladbærende stængler på. Planten spredes kraftigt ved hjælp af de krybende jordstængler. 
Højde × bredde og årlig tilvækst: 1 × 4 m (100 × 10 cm/år).

## Hjemsted
Denne plante er en hybrid og har derfor intet hjemsted. Begge forældrearterne er dog hjemmehørende i det nordøstlige Nordamerika, hvor de optræder på fugtig bund i fuld sol (prærien).

## Sygdomme
De ældre sorter af Gyldenris bliver angrebet af meldug, som afløver dem helt eller delvist.